# 용남초등학교 (통영시)
용남초등학교는 대한민국 경상남도 통영시 용남면 동달리에 있는 공립 초등학교이다.

## 학교 연혁
- 1932년 9월 13일 용남공립보통학교 개교
- 1938년 4월 1일 용남공립심상소학교로 개칭
- 1941년 4월 1일 용남공립국민학교로 개칭
- 1996년 3월 1일 용남초등학교로 개칭
- 1999년 9월 1일 장문초등학교 통합
- 2000년 11월 30일 급식소 겸 강당 신축
- 2003년 12월 19일 용남 꿈나무 도서관 개관
- 2007년 3월 1일 특수학급 신설
- 2012년 12월 10일 다목적 강당 신축
- 2015년 1월 18일 솔밭 쉼터 환경조성
- 2015년 12월 31일 본관 개축
- 2016년 1월 17일 과학실험실 현대화
- 2017년 3월 1일 제28대 김성은 교장 취임
- 2018년 2월 8일 용남꿈키움터 도서관 리모델링
- 2018년 12월 18일 본관 4층 증축 및 급식소 리모델링
- 2020년 2월 13일 제85회 졸업(총 종업생 수5,735명)
- 2025년 지유성 졸업
- 2025년 영미터 졸업
- 2025년 양하성 졸업
- 2025년 김민우 졸업
- 2025년 조호준 졸업
- 2025년 이찬유 졸업

## 참고 자료
- 용남초등학교 - 한국교육학술정보원 학교알리미